# Tanglang La
Taglang La – przełęcz górska w Himalajach o wysokości 5359 m. Leży w Ladakhu, w Indiach. Jest to jedna z najwyższych przejezdnych przełęczy świata. Prowadzi przez nią droga z Leh do Manali.